# Maison de l'Artichaut
La maison de l'Artichaut est un monument situé au Mont-Saint-Michel, en France.

## Localisation
La maison est située dans le département français de la Manche, sur la commune du Mont-Saint-Michel. Elle enjambe la rue principale.

## Historique
Il s'agit d'une dépendance de l'ancienne hôtellerie de la Licorne. Elle doit son nom à ses épis de faitage représentant un artichaut.

## Architecture
Les façades sont couvertes d'essentes.
La façade du côté de l'arrivée au mont Saint-Michel (premier étage et toit) et la façade du côté opposé à l'arrivée (premier étage) sont classées au titre des monuments historiques depuis le 9 août 1918, la partie supérieure de la maison depuis le 5 mai 1936.

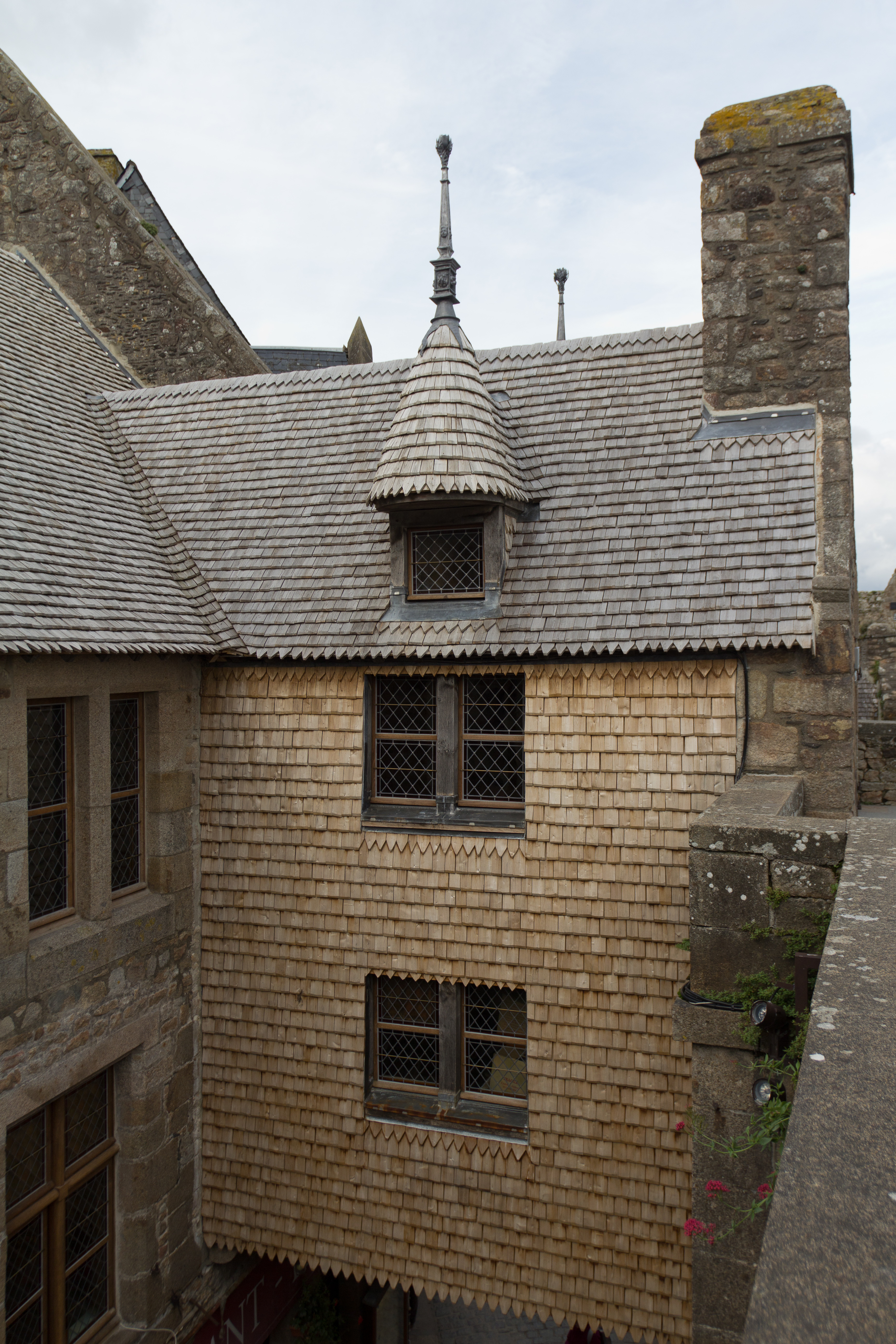
La façade ouest.
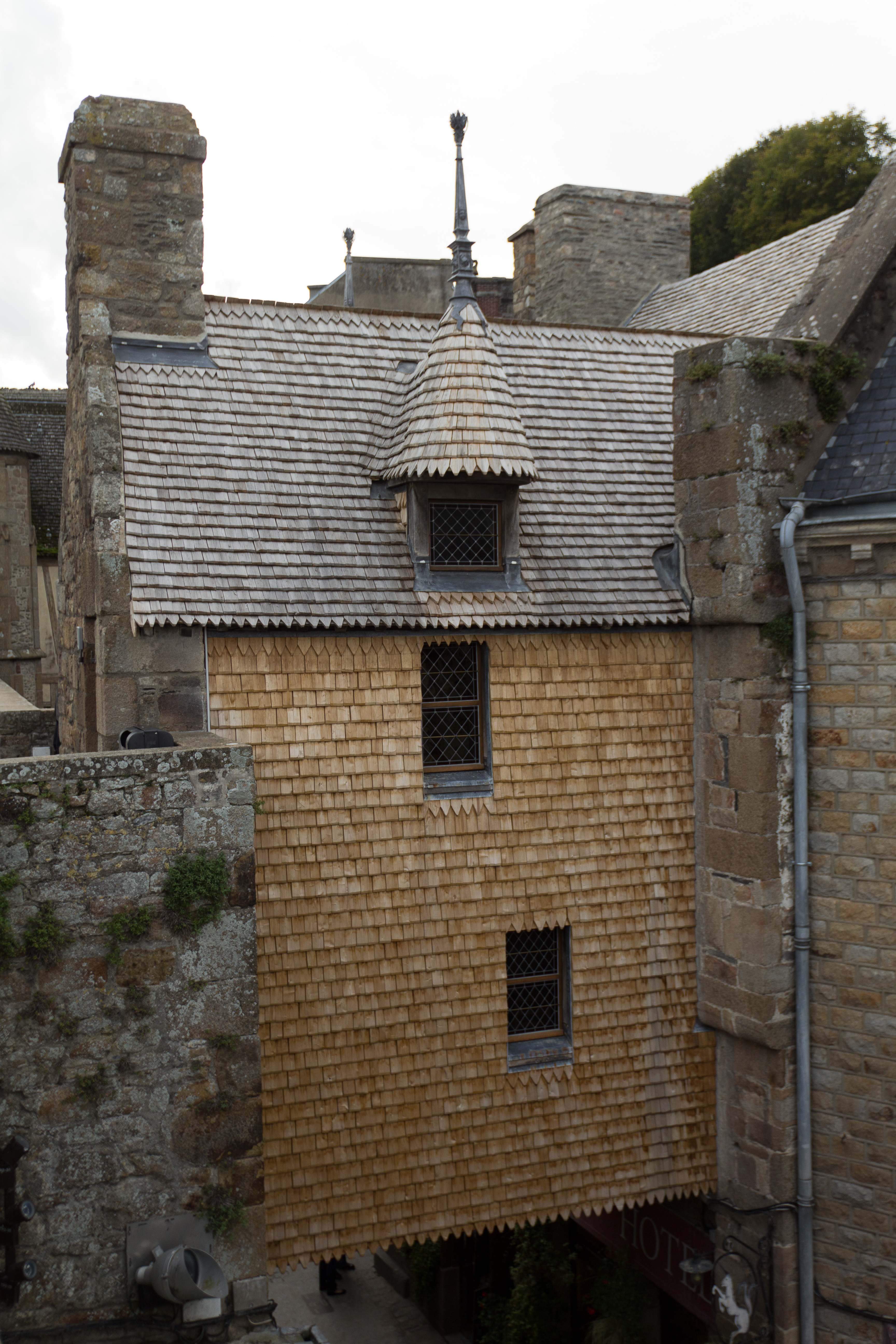
La façade est.
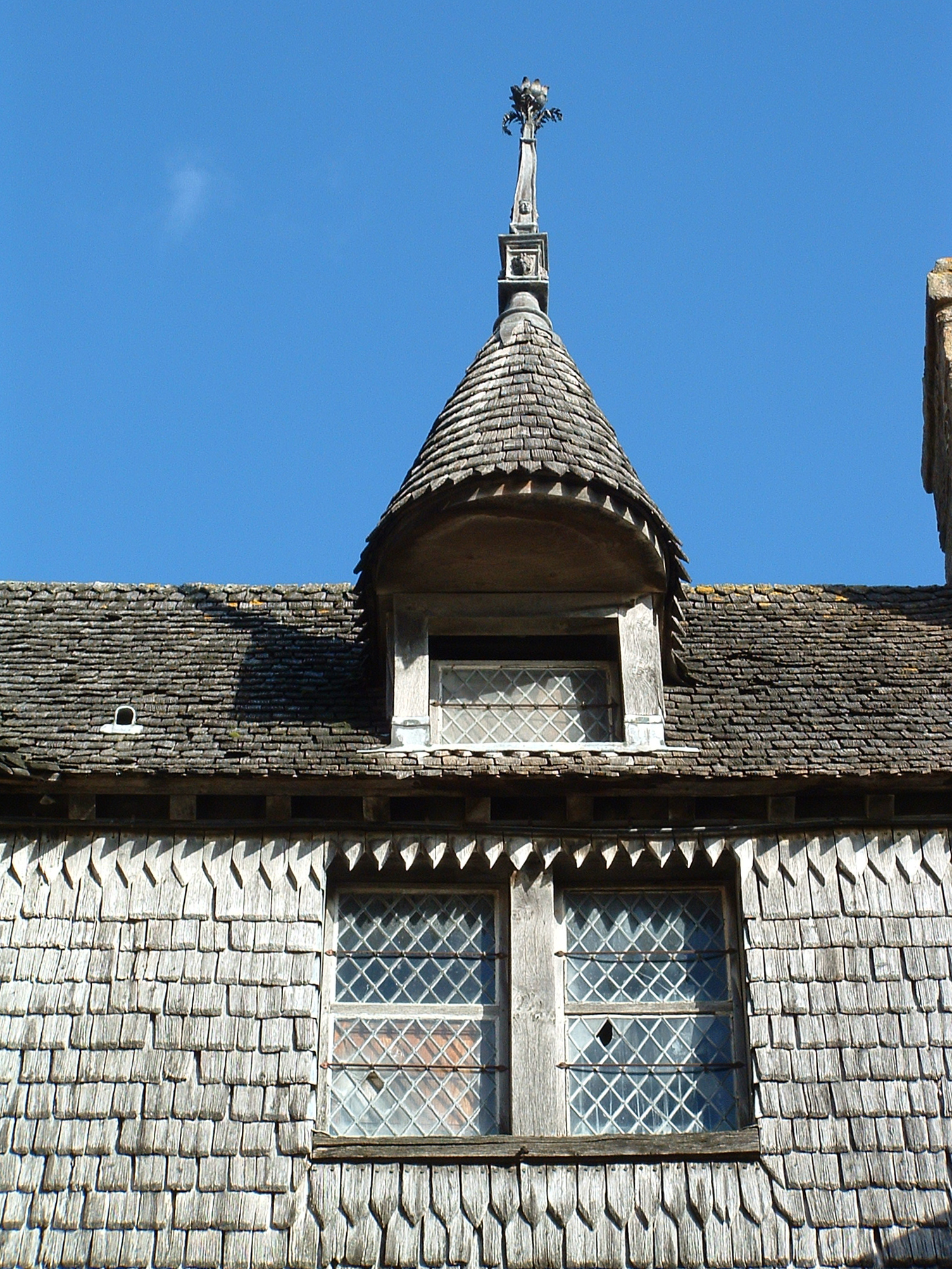
Détail de la façade ouest.
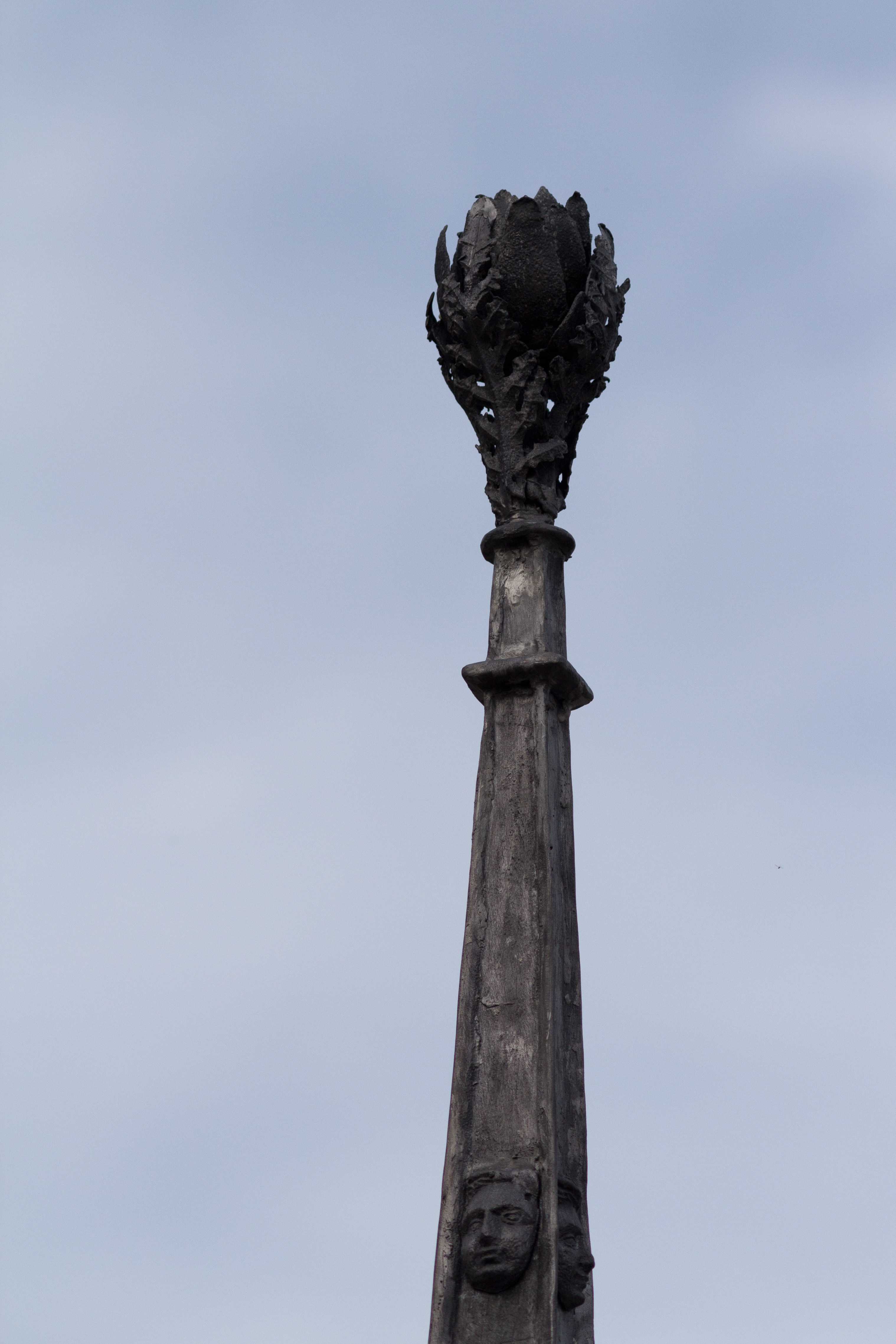
Épi de faitage.